# Stefano Maderno
Stefano Maderno (Palestrina bij Rome, 1575 - Rome, 17 september 1636) was een Italiaanse beeldhouwer en de broer van Carlo Maderno.
Maderno maakte veel beeldhouwwerkwerk, voor een deel naar voorbeelden uit de Oudheid. Zijn werken markeren de overgang van de renaissance naar de barok. 

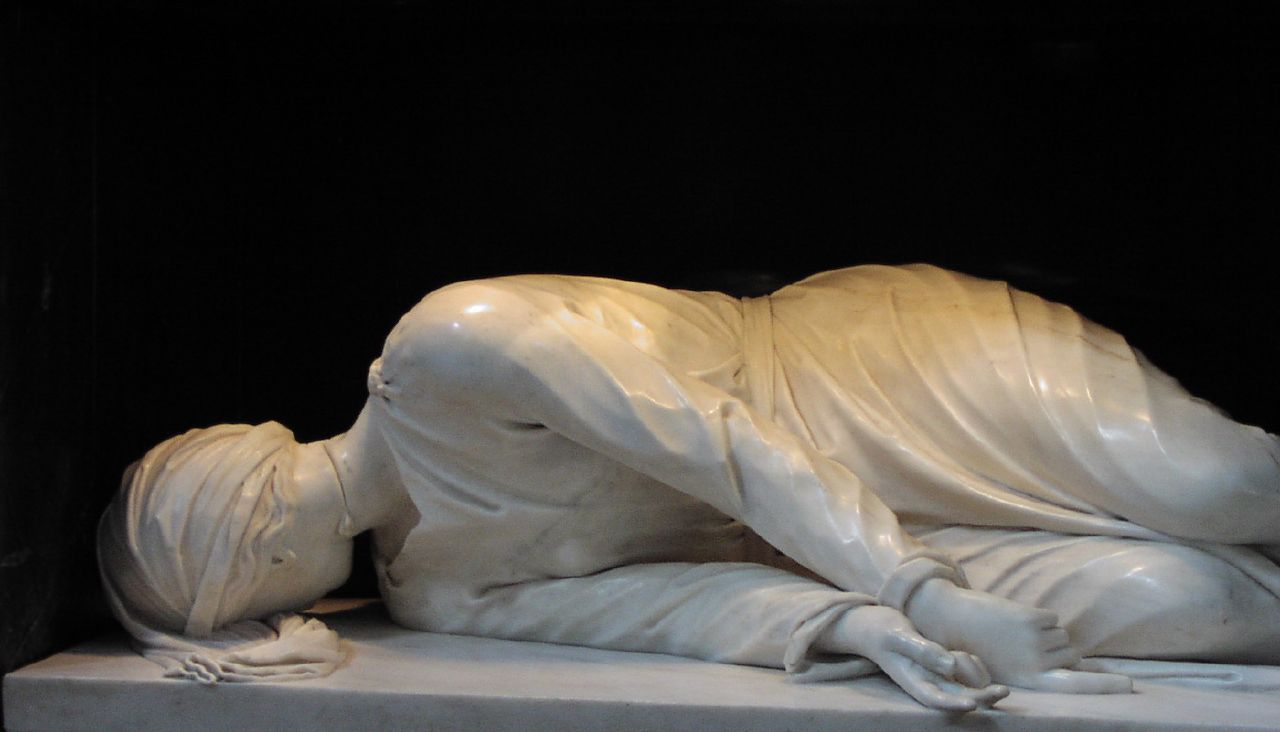
Beeld van Sint-Cecilia in de Santa Cecilia in Trastevere te Rome

Een zeer beroemd beeld van Stefano Maderno is het beeld van de liggende Sint-Cecilia in de Basiliek van Santa Cecilia in Trastevere in Rome, waarvan een replica zich in de Ceciliacrypte bevindt. Hij heeft het beeld gemaakt overeenkomstig het stoffelijk overschot dat bij de opening van haar graf in 1599 te zien was. Het beeld is gemaakt uit wit marmer en toont ook een snede in haar nek. Sint-Cecilia werd onthoofd, nadat men tevergeefs geprobeerd had haar te vergassen. 

## Oeuvre
- Nicodemus met het lichaam van Jezus[dode link]
- Hercules met de zuigeling Telephus[dode link]
- Laocoon[dode link]

- Bibsys: 1512647517440
- Biblioteca Nacional de España: XX887361
- Bibliothèque nationale de France: cb149113236 (data)
- Gemeinsame Normdatei: 121034658
- Historisch woordenboek van Zwitserland: 047581
- International Standard Name Identifier: 0000 0000 8416 1274
- Library of Congress Control Number: nr2002019579
- Nationale Bibliotheek van Tsjechië: osd2010555640
- Nationale Bibliotheek van Israël: 987007442955605171
- Nederlandse Thesaurus van Auteursnamen: 133103528
- Réseau des bibliothèques de Suisse occidentale: 02-A000108889
- RKD-Nederlands Instituut voor Kunstgeschiedenis: 247831
- Istituto Centrale per il Catalogo Unico: LIAV012598
- SIKART: 4023463
- SNAC: w6vt3fpb
- Système universitaire de documentation: 063466465
- Union List of Artist Names: 500017813
- Virtual International Authority File: 120719862
- WorldCat: E39PBJtrYcc9GxWG7FvW3fBHG3